# Podżar
Podżar [ˈpɔd͡ʐar] es un pueblo ubicado en el distrito administrativo de Gmina Szczerców, dentro del distrito de Bełchatów, Voivodato de Łódź, en Polonia central. Se encuentra aproximadamente a 5 kilómetros al sureste de Szczerców, a 16 kilómetros al suroeste de Serłchatów, y a 57 kilómetros al sur de la capital regional Lodz.